# Riserva naturale Bosco Fontana
La riserva naturale Bosco Fontana è un'area naturale protetta situata nel comune di Marmirolo, in provincia di Mantova. La riserva occupa una superficie di 233 ettari, sotto la tutela dell'Arma dei Carabinieri.

## Territorio
Circa 10.000 anni fa i ghiacci del Wurmiano si ritirano verso latitudini più settentrionali perché spinti da climi più miti che si instaurano nell'emisfero boreale. Quando i soffici terreni paludosi della vasta piana padana, costruiti dai detriti rocciosi discesi in gran parte dalle Alpi, cominciano a ricoprirsi di specie vegetali che meglio si adattano alle nuove condizioni climatiche, si viene a formare una fitta foresta acquitrinosa composta in prevalenza da farnie, cerri, tigli, pioppi, olmi ed ontani, a cui si accompagnano numerosissime specie arbustive di sottobosco. Questo tipo di vegetazione comincia ad essere intaccato, dapprima molto lentamente, dalle popolazioni neolitiche che cominciano a costruire i loro villaggi di palafitte ai margini dell'immensa selva. In epoca romana la colonizzazione assume un ritmo sempre più rapido a causa di ampie bonifiche attuate allo scopo di procurare nuovi terreni coltivabili alla quantità sempre crescente di coloni e legionari che si congedano dopo il loro servizio. Dopo la caduta dell'Impero Romano e dopo il 300 d.C. c'è un temporaneo ritorno alla primitiva Foresta planiziale dove prima si trovavano terreni bonificati, ma dopo questo periodo il disboscamento e la conseguente antropizzazione ricomincia, favorita anche dalla prima legge forestale d'Italia (legge 3917/1877), che tolse (art. 1) il vincolo forestale sui boschi dal livello del mare fino al limite superiore del castagno (circa 800-900 metri di quota), e continua fino al secondo dopoguerra con la bonifica degli ultimi terreni paludosi. Dell'originaria foresta che occupava in epoche antiche la Pianura padana, restano solo piccole zone come questa di Bosco Fontana, che oggi è diventata "Riserva Naturale Orientata Biogenetica" sotto la tutela del Comando Unità Forestali, Ambientali ed Agroalimentari dell'Arma dei Carabinieri, che ne cura la sorveglianza, la protezione, il mantenimento ed il miglioramento fitologico.

## Storia
I primi cenni storici che citano il Bosco Fontana risalgono al Trecento. Tra il XII ed il XIII secolo i Gonzaga, futuri signori di Mantova, vengono in possesso di una vasta tenuta tra il Mincio, Goito e Marmirolo, che allora era ricoperta da una vasta e fitta foresta e ricchissima di selvaggina e la trasformano in una grande riserva di caccia. 
Ai Gonzaga si deve l'iniziativa primaria di quei vincoli protezionistici che hanno portato fino a noi, attraverso le mille e una vicissitudini succedutesi nel corso dei secoli, di questo intatto angolo naturale della pianura padana. Pur essendo un biotopo con caratteristiche ben precise di foresta planiziaria, il Bosco Fontana presenta al suo interno alcuni microsistemi che ne arricchiscono le caratteristiche ambientali e ne aumentano le diversità botaniche.

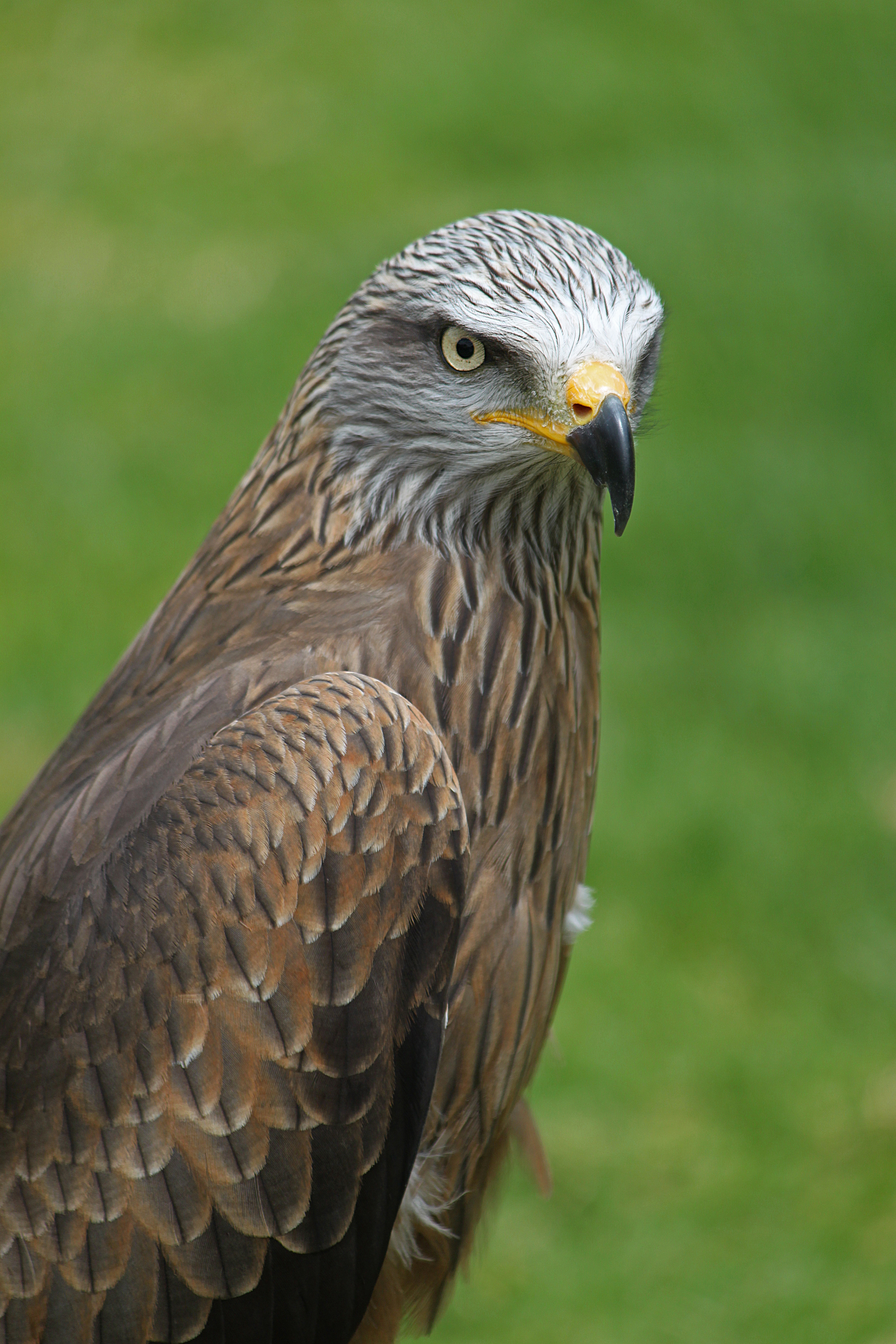
Nibbio bruno

## Flora
Il complesso boschivo è composto da una mescolanza di latifoglie, che dalla notte dei tempi hanno sempre occupato queste zone. Pur essendo stato sfruttato nei secoli per la produzione di legname, la presenza di querco-carpineti è ancora massiccia. Accanto alle piante di alto fusto, che costituiscono l'interesse principale dell'ecosistema, nel parco si possono trovare alcune radure aperte e ricche di fiori, di specie erbacee e numerose piante igrofile di sponda, di superficie e sommerse; ed ancora un buon numero di specie di funghi.
 
Elemento molto importante, che influenza in modo determinante il profilo fitobotanico della biocenosi di Bosco Fontana, è la ricchezza delle acque di superficie e di falda.

## Fauna
Numerose le specie animali, fra le quali spicca la donnola, la faina e la puzzola. Fra gli uccelli, storica è la presenza del nibbio bruno, rapace che predilige la vicinanza di corsi d'acqua, dove cattura i pesci di cui si nutre. Si possono trovare anche altre specie, legate alla presenza dei boschi come il picchio rosso maggiore e il torcicollo. Presenti anche specie legate all'acqua quali anatre, limicoli e diverse specie di anfibi.
Da alcuni anni è presente saltuariamente anche il capriolo.

## Punti di interesse

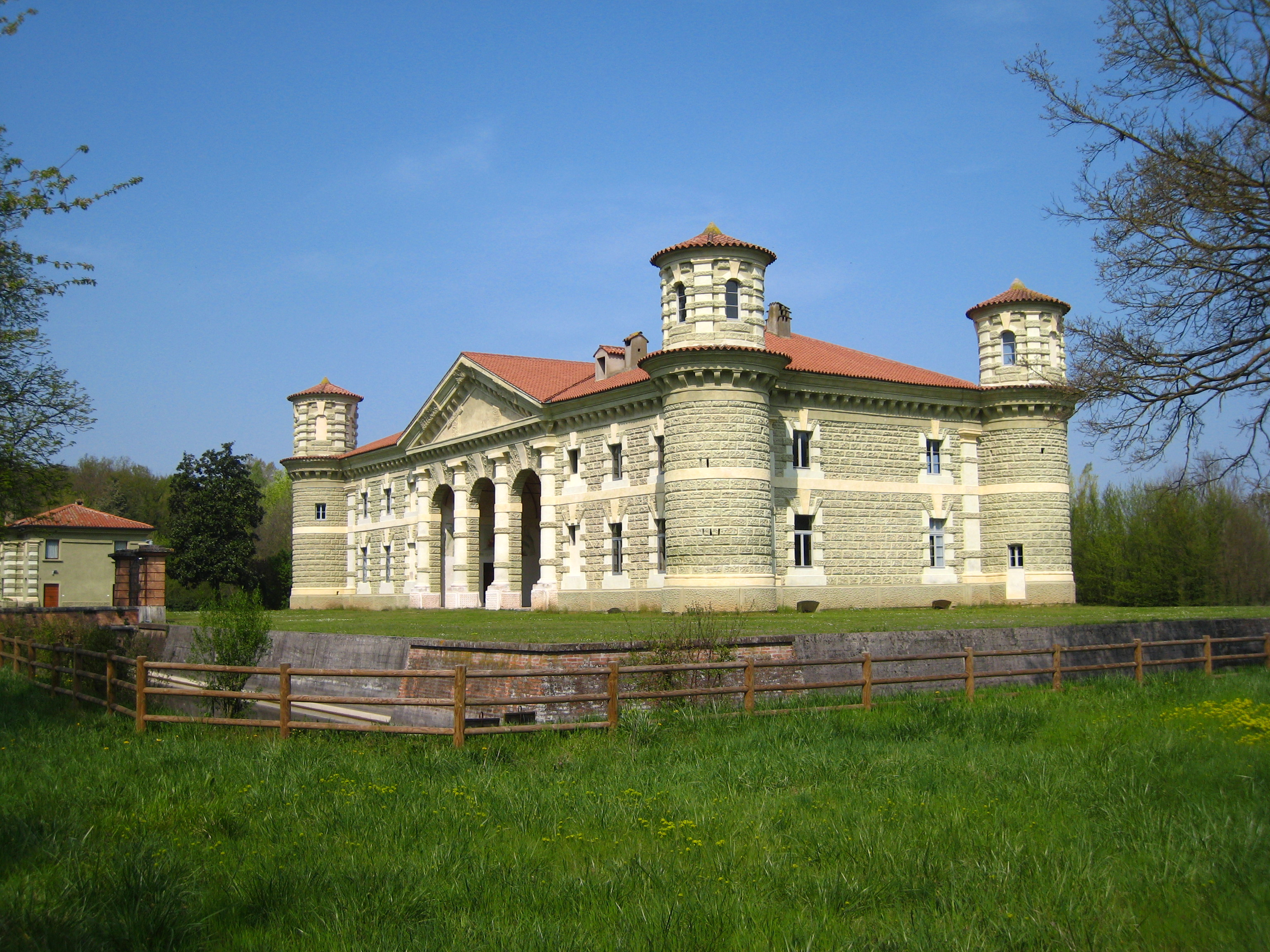
Palazzina dei Gonzaga

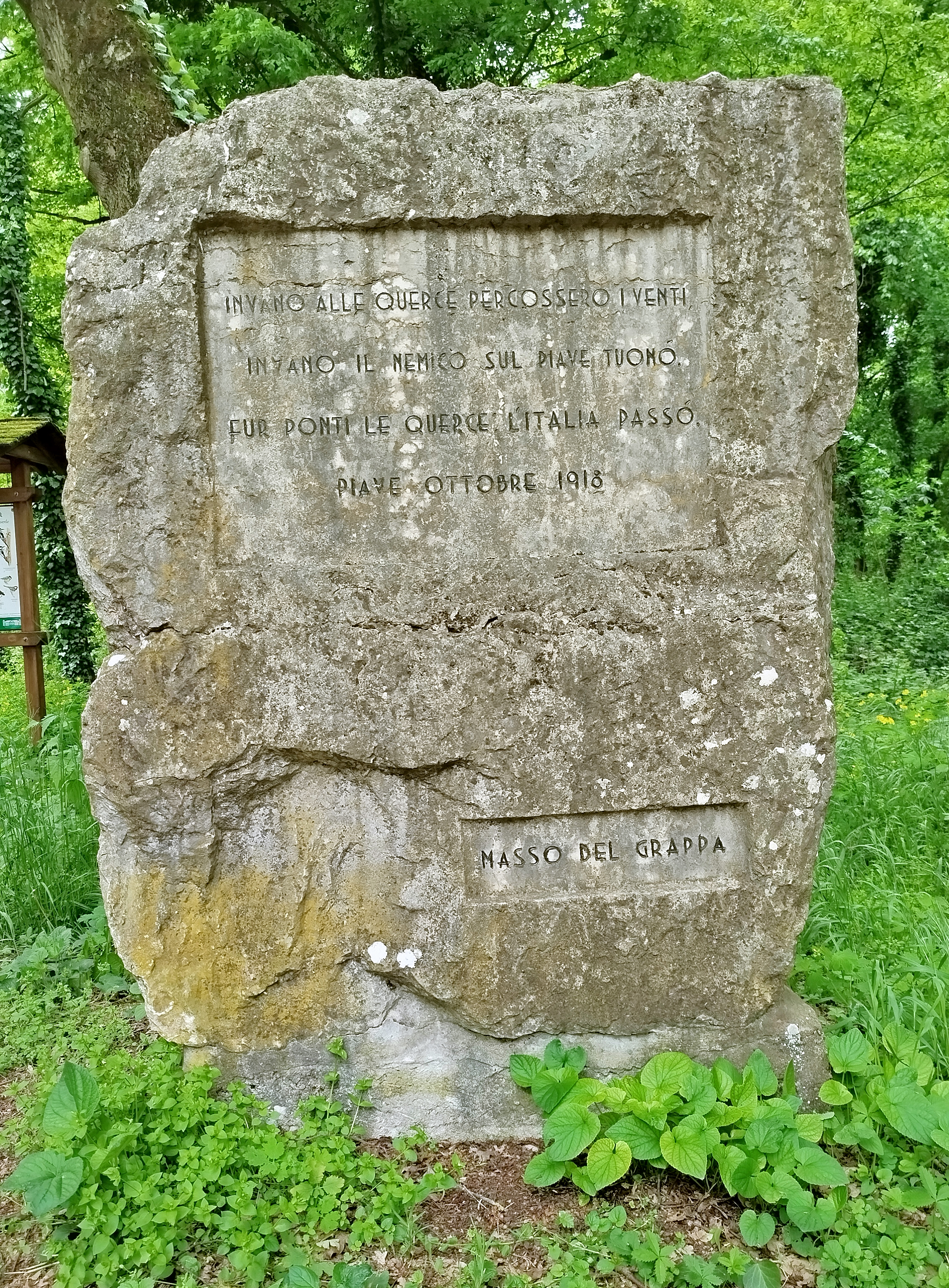
Il Masso del Grappa posto all'ingresso della riserva

L'uomo è intervenuto pesantemente nella geometria del bosco: una serie di viali rettilinei che, incrociandosi ripetutamente, formano radure circolari, rendono più agevole ed invitante l'inoltrarsi nella densa e intricata foresta di latifoglie.
Quasi al centro del bosco sorge una palazzina seicentesca, dalle sembianze di un castello, opera di Giuseppe Dattaro, fatta costruire da Vincenzo I Gonzaga, duca di Mantova, per utilizzarla come "Casa di caccia". Nel 1921, è stata dichiarata monumento nazionale.
Nei pressi della palazzina affiora la risorgiva che dà il nome al bosco: la "Fontana", la cui esistenza è nota fin dal XII secolo, periodo in cui i Gonzaga (non ancora Signori di Mantova) comprarono questo vasto latifondo.
All'ingresso della riserva si trova il Masso del Grappa, una grande roccia con iscrizione commemorativa posta nel 1935 per ricordare il grande quantitativo di legname fornito dal bosco della riserva per la costruzione dei ponti sul fiume Piave, durante la Prima Guerra Mondiale.